# Agustín Creevy
Agustín Creevy (La Plata, 15 marzo 1985) è un rugbista a 15 argentino che gioca nel ruolo di tallonatore con il Benetton in United Rugby Championship.

## Biografia
Creevy iniziò a giocare in Argentina con il San Luis, squadra della sua città natale di La Plata, nel ruolo di terza linea ala.
A vent'anni debuttò a livello internazionale con i Pumas affrontando il 23 aprile 2005 il Giappone a Buenos Aires.
Nel 2007 firmò il suo primo contratto da professionista trasferendosi alla squadra francese del Biarritz.
Trascorse due stagioni in Francia riuscendo a giocare solo poche partite, complice anche un infortunio alla spalla patito al secondo anno.
Durante il periodo in cui fu infortunato Creevy fu convinto dall'allora C.T. dell'Argentina Santiago Phelan a cambiare posizione per giocare come tallonatore.
Tornato nel 2010 in Argentina dopo l'esperienza francese, Creevy iniziò a giocare nel ruolo di tallonatore.
Dopo essersi adattato al nuovo ruolo, Creevy ritornò in Francia per giocare per un breve periodo con il Clermont come sostituto di un infortunato.
Reduce dalla vittoria della Vodacom Cup 2011 con i Pampas XV, imbattuti in quella edizione del torneo, il tallonatore argentino fu convocato per disputare la Coppa del Mondo di rugby 2011.
Dopo la competizione mondiale Creevy fu nuovamente in Francia per giocare con il Montpellier; due anni dopo si unì agli inglesi del Worcester.
A luglio 2014 fu nominato capitano dell'Argentina.
Nel 2015 Creevy si accordò con la propria federazione per tornare a giocare in patria in occasione della nascita della franchise (successivamente battezzata Jaguares) argentina impegnata nel Super Rugby allargato a 18 squadre.